# Skupinový rozhovor
Skupinový rozhovor je jedním z nástrojů výzkumu směřovaného na určité téma. Nejčastěji se využívá jako nástroj marketingu. Skupiny jsou o 6–10 lidech diskutují nad určitým předem zadaným tématem a jsou řízeny tzv. moderátorem. Moderátorem bývá nejčastěji v tomto případě psycholog nebo sociolog. Diskutujícími jsou nejčastěji běžní uživatelé daného zboží nebo služby.